# Sleeping Giant
Ne doit pas être confondu avec le collectif de militants Sleeping Giants.
Le Sleeping Giant, aussi connu sous le nom de mont Carmel, est une montagne située dans l'État du Connecticut (États-Unis) et faisant partie de Metacomet Ridge, une longue arête rocheuse des Appalaches qui traverse le sud de la Nouvelle-Angleterre sur 160 kilomètres de long. Le sommet s'élève à 225 mètres d'altitude. Le Sleeping Giant est une destination populaire pour la pratique de sports en plein air, réputée pour ses falaises, le panorama qu'elle offre, son microclimat ainsi que sa faune et sa flore variées. La plus grande partie de la montagne est protégée au sein du Sleeping Giant State Park, dominé par une tour d'observation construite en 1936 et classée au Registre national des lieux historiques, la Sleeping Giant Tower.

## Toponymie
Le Sleeping Giant, littéralement le « géant endormi », a été nommé en raison de sa ressemblance, depuis le nord et le sud, avec une figure humaine somnolente. D'après la légende amérindienne de la tribu quinnipiac, il s'agit d'Hobbomuck, responsable de la déviation du cours du fleuve Connecticut au niveau de Middletown après avoir tapé du pied dans le sol sous l'effet de la colère ressentie à la suite du mauvais traitement subi par son peuple. Afin de le punir et éviter que de tels ravages se reproduisent, il fut ensorcelé et contraint à un sommeil éternel par le bon esprit Keitan.

## Géographie

### Topographie
Le Sleeping Giant s'étend sur 4,5 kilomètres de long pour 2,8 kilomètres à son point le plus large. Ses éléments topographiques remarquables, décrochements ou crêtes, sont nommés « tête » (head), « menton » (chin), « poitrine » (chest), « hanche » (hip), « genou » (knee), « pied » (feet). Ainsi, son point culminant, atteignant 225 mètres d'altitude, est Left Hip (la « hanche gauche »). Il est suivi de The Chest (220 m), de Left Knee et de Right Leg (210 m). The Giant’s Head s'élève à (200 m) et plonge abruptement en une falaise de 120 m de hauteur. La montagne se situe sur le territoire de Hamden et son versant oriental s'étend sur celui de Wallingford. Elle se prolonge au nord-ouest par le mont Sanford et au sud-ouest par West Rock Ridge,.

### Hydrographie
Les eaux du versant occidental s'écoulent dans la Mill River qui se jette directement dans l'océan Atlantique au Long Island Sound, tandis que la moitié orientale du Sleeping Giant appartient au bassin du fleuve Quinnipiac.

### Géologie

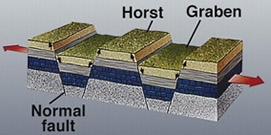
Modèle géologique s'appliquant au Sleeping Giant.

Le Sleeping Giant s'est formé il y a 200 millions d'années au cours du Trias et du Jurassique et se compose de basalte, une roche volcanique effusive de couleur sombre qui vire au brun-rouille lorsque le fer qu'elle contient s'oxyde au contact de l'air. Les intrusions de basalte sont généralement de forme octogonale ou pentagonale et produisent des formations appelées « orgues basaltiques ». De vastes talus composés d'éboulis basaltiques issus de l'érosion sont visibles au pied de nombreuses falaises. Les crêtes basaltiques sont le résultat d'une série de coulées de lave massives, d'une centaine de mètres d'épaisseur, qui se sont échappées par des failles créées lors de la séparation de la Laurasia et du Gondwana, puis de l'Amérique du Nord et de l'Eurasie. Les émissions de lave se sont déroulées durant 20 millions d'années.
L'érosion qui se produit entre les éruptions successives dépose des couches de sédiments entre les coulées basaltiques. Leur lithification forme finalement des roches sédimentaires. Par la suite, cette alternance de couches en « mille-feuille » se fissure et se soulève. Les érosions ultérieures ont davantage entamé les roches sédimentaires, exposant les arêtes des roches basaltiques et donnant naissance à de longues crêtes et falaises caractéristiques.

### Faune et flore
Le Sleeping Giant offre une combinaison de microclimats et une variété d'écosystèmes inhabituels pour la région. Les crêtes, chaudes et sèches, abritent des espèces d'herbacées généralement dominées par le chêne châtaignier. Le Genévrier de Virginie (Juniperus virginiana), une espèce adaptée aux terrains secs, s'accroche aux rebords des falaises. La flore des versants est plus proche de celle des plateaux adjacents et accueille des espèces animales communes du biotope oak-hickory forest (littéralement « forêt de chêne et de caryer »). La Pruche du Canada (Tsuga canadensis) encercle les étroites ravines, empêchant la lumière du soleil d'atteindre le sol et créant des conditions de développement plus froides et humides, y favorisant l'apparition d'espèces végétales associées aux climats froids. Les pentes des talus sont riches en nutriments et recouvertes par de nombreuses espèces adaptées aux sols calcaires, inhabituelles dans la région. Les kilomètres de falaises abruptes rendent les conditions de vie idéales pour de nombreuses espèces animales et végétales classées comme rares. Le Sleeping Giant est un important corridor migratoire saisonnier pour les rapaces,.

## Histoire
Au milieu du XIXe siècle, stimulé par les peintres de l'Hudson River School et par les philosophes transcendentalistes Henry David Thoreau et Ralph Waldo Emerson, un intérêt dans la montagne voit le jour comme une alternative à l'industrialisation et l'urbanisation galopantes en Nouvelle-Angleterre. Des résidences secondaires sont construites. En 1888, John H. Dickerman trace une route carrossable et ouvre le Blue Hills Park. Il tient des sandwicheries et vend des crèmes glacées sur les crêtes pour les résident locaux.
La préservation de la montagne devient un enjeu important en 1924 avec la fondation de la Sleeping Giant Park Association (SGPA) par un groupe local concerné par l'extraction minière à Giant’s Head. En effet, un propriétaire, Judge Willis Cook, a mis en bail sa parcelle pour le compte de la Mount Carmel Traprock Company et ses besoins en matériaux de construction. La destruction du paysage provoque l'indignation publique, relayée par la presse locale. Sous la direction de James W. Toumey, un professeur d'arboriculture de l'université Yale, la SGPA engage une lutte durant une décennie pour stopper les opérations minières. Finalement, la propriété est rachetée par l'association en 1933, durant la Grande Dépression, pour la somme de 30 000 $ collectée grâce à des donations privées, puis est transformée en parc. L'ancienne carrière laisse des « cicatrices profondes dans la tête du géant ».
La Sleeping Giant Tower est construite en pierres au sommet par la Work Progress Administration en 1936. Elle est ajoutée à la liste du Registre national des lieux historiques cinquante ans plus tard en tant qu'élément des Connecticut State Park and Forest Depression-Era Federal Work Relief Programs Structures.

## Activités

### Tourisme

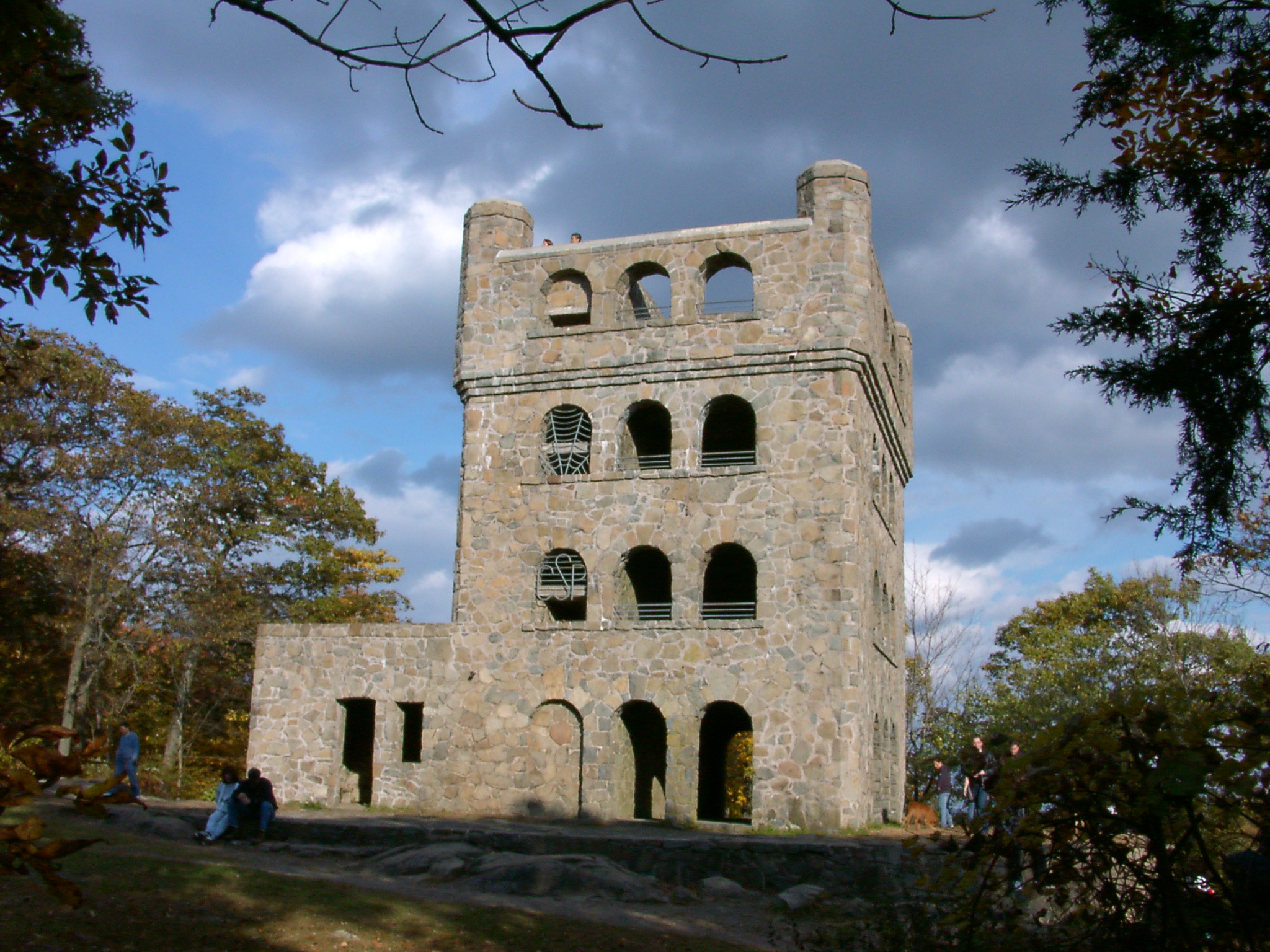
Tour d'observation sommitale de Sleeping Giant Tower.

Le Sleeping Giant State Park est une destination récréative populaire parmi les habitants et les visiteurs de la région de New Haven. Les falaises offrent un vaste panorama sur plus de 270° sur le comté de New Haven, une partie du comté de Hartford et, lorsque les conditions atmosphériques sont favorables, au-delà du Long Island Sound jusqu'à la région de Shoreham dans le comté de Suffolk. Il est ouvert toute l'année jusqu'au coucher du soleil et accessible depuis des parkings payants à l'intérieur du parc, ou gratuits à l'extérieur. La tour d'observation à Left Hip est une attraction incontournable.
La montagne est ouverte à la randonnée pédestre, à la raquette à neige, à l'observation ornithologique et à diverses autres activités de détente. Des pistes spécialement tracées pour la pratique de l'équitation et du ski de fond sont situées sur les piémonts. La pêche est autorisée dans la Mill River. L'escalade, interdite pendant plusieurs décennies en raison d'accidents, est à nouveau permise depuis 2007 ; la Ragged Mountain Foundation, une association d'escalade, conseille aux grimpeurs de respecter les réglementations du parc. Le camping est autorisé uniquement pour les jeunes, après l'attribution d'un permis. En saison, des toilettes, une salle hors-sac et des tables de pique-nique sont disponibles. Plusieurs sentiers de randonnée traversent le Sleeping Giant, dont une partie des 37 kilomètres du Quinnipiac Trail, le plus ancien des 1 100 km de sentiers balisés en bleu maintenus par la Connecticut Forest and Park Association, qui s'étend du fleuve Quinnipiac à l'est jusqu'au mont Sandford au nord, en passant par West Rock Ridge au sud.

### Protection environnementale
La plus grande partie du Sleeping Giant est protégée. Le parc s'étend sur 6 km2 et la Sleeping Giant Park Association demeure active afin d'étendre sa superficie en faisant l'acquisition de nouvelles parcelles. Les sentiers et les aménagements sont maintenus collaborativement par la SGPA, qui en profite pour dispenser des programmes éducatifs, et l'État du Connecticut. L'association a également joué un rôle important pour empêcher la construction de tours de télécommunication. La Connecticut Forest and Park Association a également investi dans la conservation de la montagne.

## Culture populaire
L'histoire du Sleeping Giant a fait l'objet d'un récit complet de la part de Nancy Davis Sachse dans Born Among the Hills – The Sleeping Giant Story.
En 1948, l'autrice pour enfants Eleanor Estes a publié la collection « Sleeping Giant and Other Stories ». Dans cette fiction, le géant endormi décide de se lever et de partir.